# Discographie de James Blunt
Le présent article détaille la discographie du chanteur britannique James Blunt.

## Albums studio

### Classements
| Titre                                                                                            | Classements | Classements | Classements | Classements | Classements | Classements | Classements | Classements | Classements | Classements | Classements | Classements | Classements | Classements | Classements | Classements | Classements | Classements | Classements | Classements |
| Titre                                                                                            | ALL         | AUS         | AUT         | BEL-fr      | BEL-nl      | CAN         | CH          | DK          | ESP         | FIN         | FRA         | IRE         | ITA         | NL          | NOR         | NZL         | POR         | SWE         | U-K         | USA         |
| ------------------------------------------------------------------------------------------------ | ----------- | ----------- | ----------- | ----------- | ----------- | ----------- | ----------- | ----------- | ----------- | ----------- | ----------- | ----------- | ----------- | ----------- | ----------- | ----------- | ----------- | ----------- | ----------- | ----------- |
| Back to Bedlam Sortie : 11 octobre 2004 Labels : Atlantic Formats : LP, CD, téléchargement       | 1           | 1           | 1           | 1           | 1           | 1           | 1           | 1           | 7           | 10          | 2           | 1           | 5           | 2           | 1           | 1           | 2           | 1           | 1           | 2           |
| All the Lost Souls Sortie : 17 septembre 2007 Labels : Atlantic Formats : LP, CD, téléchargement | 1           | 1           | 1           | 1           | 4           | 1           | 1           | 5           | 13          | 10          | 1           | 1           | 1           | 2           | 3           | 1           | 9           | 2           | 1           | 7           |
| Some Kind of Trouble Sortie : 8 novembre 2010 Labels : Atlantic Formats : CD, téléchargement     | 2           | 5           | 3           | 2           | 14          | 6           | 1           | 10          | 17          | 9           | 3           | 6           | 7           | 2           | 16          | 7           | 28          | 18          | 4           | 11          |
| Moon Landing Sortie : 21 octobre 2013 Labels : Atlantic Formats : CD, téléchargement             | 2           | 2           | 1           | 5           | 12          | 2           | 1           | 12          | 15          | 13          | 5           | 5           | 7           | 6           | 12          | 4           | 28          | 9           | 2           | 20          |
| The Afterlove Sortie : 24 mars 2017 Labels : Atlantic Formats : LP, CD, téléchargement           |             |             |             |             |             |             |             |             |             |             |             |             |             |             |             |             |             |             |             |             |
| Once Upon a Mind Sortie : 25 octobre 2019 Labels : Atlantic Formats : LP, CD, téléchargement     |             |             |             |             |             |             |             |             |             |             |             |             |             |             |             |             |             |             |             |             |
| Who We Used to Be Sortie : 27 octobre 2023 Labels : Atlantic Formats : LP, CD, téléchargement    |             |             |             |             |             |             |             |             |             |             |             |             |             |             |             |             |             |             |             |             |

### Chiffres de ventes et certifications
| Titre                | Ventes        | Certifications | Certifications | Certifications | Certifications | Certifications | Certifications | Certifications | Certifications | Certifications | Certifications | Certifications |
| Titre                | Ventes        | ALL            | AUS            | AUT            | BEL            | CAN            | CH             | FRA            | IRE            | NL             | U-K            | USA            |
| -------------------- | ------------- | -------------- | -------------- | -------------- | -------------- | -------------- | -------------- | -------------- | -------------- | -------------- | -------------- | -------------- |
| Back to Bedlam       | + 15 millions | 9× Or          | 9× Platine     | Platine        | Platine        | 6× Platine     | 5× Platine     | Diamant        | 14× Platine    | Platine        | 11× Platine    | 2× Platine     |
| All the Lost Souls   | 3,4 millions  | 2× Platine     | Platine        | Platine        |                | 2x Platine     | 3x Platine     | Diamant        | 3× Platine     | Platine        | 2× Platine     | Or             |
| Some Kind of Trouble | ?             | Platine        | Platine        | Or             |                | Or             | Platine        | Platine        | Or             |                | Platine        |                |
| Moon Landing         | ?             | Platine        | Platine        | Or             |                | Or             | Platine        | Platine        |                |                | Platine        |                |

## Compilations

### Classements
| Titre | Classements | Classements | Classements | Classements | Classements | Classements | Classements | Classements | Classements | Classements | Classements | Classements | Classements | Classements | Classements | Classements | Classements | Classements | Classements | Classements |
| Titre | ALL         | AUS         | AUT         | BEL-fr      | BEL-nl      | CAN         | CH          | DK          | ESP         | FIN         | FRA         | IRE         | ITA         | NL          | NOR         | NZL         | POR         | SWE         | U-K         | USA         |
| --- | ----------- | ----------- | ----------- | ----------- | ----------- | ----------- | ----------- | ----------- | ----------- | ----------- | ----------- | ----------- | ----------- | ----------- | ----------- | ----------- | ----------- | ----------- | ----------- | ----------- |
| The Stars Beneath My Feet (2004-2021) Sortie : 19 novembre 2021 Labels : Atlantic Formats : LP, CD, téléchargement |             |             |             |             |             |             |             |             |             |             |             |             |             |             |             |             |             |             |             |             |

## Albums en public
| Titre | Classements | Classements | Classements | Classements | Classements | Classements | Classements | Classements | Classements | Classements | Classements | Chiffres de ventes et certifications                                        |
| Titre | ALL         | AUS         | AUT         | BEL-fr      | BEL-nl      | CAN         | CH          | FRA         | NL          | U-K         | USA         | Chiffres de ventes et certifications                                        |
| --- | ----------- | ----------- | ----------- | ----------- | ----------- | ----------- | ----------- | ----------- | ----------- | ----------- | ----------- | --------------------------------------------------------------------------- |
| Chasing Time: The Bedlam Sessions [A] Sortie : 21 février 2006 Labels : Atlantic Formats : CD, téléchargement | 1           |             | 1           | 2           | 3           |             | 2           | 8           | 17          | 1           |             | Ventes : 2 millions · ALL : Platine · CH : Or · FRA : Or · U-K : 2x Platine |
| Les Sessions Lost Souls Sortie : 25 novembre 2008 Labels : Warner Formats : CD, téléchargement                |             |             |             |             |             |             |             | 39          |             |             |             | ?                                                                           |
| Trouble Revisited Sortie : 5 décembre 2011 Labels : Atlantic Formats : CD/DVD                                 |             |             |             |             |             |             | 47          | 87          |             |             |             | ?                                                                           |

Remarque
- A ^ : classé en tant que DVD dans plusieurs pays.

## EP et mini albums
| Titre                                 | Date de sortie  | Label           | Format             |
| ------------------------------------- | --------------- | --------------- | ------------------ |
| James Blunt: Live From London         | 28 juin 2005    | Atlantic        | téléchargement     |
| James Blunt: Up Close                 | 25 octobre 2005 | Atlantic        | téléchargement     |
| James Blunt... Live in Berlin         | 28 octobre 2005 | Atlantic        | téléchargement     |
| Monkey on My Shoulder EP              | 4 juin 2006     | Atlantic        | CD, téléchargement |
| Introducing... James Blunt            | 19 mai 2008     | Atlantic        | téléchargement     |
| James Blunt Live: London Festival '08 | 17 juillet 2008 | Atlantic        | téléchargement     |
| 12 Days of Christmas EP               | 8 décembre 2008 | Atlantic        | téléchargement     |
| Bonfire Heart EP                      | 4 octobre 2013  | Warner Music UK | téléchargement     |

## Singles

### Classements, ventes et certifications
| Année | Single            | Classements | Classements | Classements | Classements | Classements | Classements | Classements | Classements | Classements | Classements | Classements | Classements | Classements | Classements | Classements | Classements | Classements | Classements | Classements | Certifications |
| Année | Single            | ALL         | AUS         | AUT         | BEL-fr      | BEL-nl      | CAN         | CH          | DK          | ESP         | FIN         | FRA         | IRE         | ITA         | NL          | NOR         | NZL         | SWE         | U-K         | USA         | Certifications |
| ----- | ----------------- | ----------- | ----------- | ----------- | ----------- | ----------- | ----------- | ----------- | ----------- | ----------- | ----------- | ----------- | ----------- | ----------- | ----------- | ----------- | ----------- | ----------- | ----------- | ----------- | -------------- |
| 2004  | High              | 22          | 42          | 13          |             |             |             | 15          |             |             |             |             | 18          | 3           |             |             |             |             | 16          | 100         |                |
| 2005  | Wisemen           | 40          | 11          | 15          | 1           |             | 10          | 23          |             |             |             |             | 36          |             | 17          |             | 21          | 38          | 23          |             |                |
| 2005  | You're Beautiful  | 2           | 2           | 6           |             |             |             | 2           | 4           | 2           |             | 5           |             |             | 1           | 1           | 4           | 1           | 1           | 1           |                |
| 2005  | Goodbye My Lover  | 28          | 3           | 36          | 2           | 2           |             | 19          | 9           |             |             | 6           |             |             | 4           | 6           | 19          | 1           | 9           | 66          |                |
| 2006  | No Bravery [B]    |             |             |             |             |             |             |             |             |             |             | 15          |             |             |             |             |             |             |             |             |                |
| 2007  | 1973              | 2           | 11          | 1           | 1           | 3           | 13          | 1           |             |             | 11          |             |             | 2           | 3           | 7           | 9           | 7           | 4           | 73          |                |
| 2007  | Same Mistake      | 27          |             | 12          | 3           | 3           | 69          | 21          | 26          |             |             |             |             | 19          | 48          |             |             | 25          | 57          |             |                |
| 2008  | Carry You Home    | 43          |             | 50          |             |             |             | 16          | 37          |             |             |             |             |             | 75          |             |             |             | 20          |             |                |
| 2008  | I Really Want You |             |             |             |             |             | 75          |             |             |             |             |             |             |             |             |             |             |             |             |             |                |
| 2008  | Love, Love, Love  |             |             |             |             |             |             | 59          |             |             |             |             |             |             |             |             |             |             |             |             |                |
| 2009  | It Is My Song     | 16          |             |             |             |             |             |             |             |             |             |             |             |             |             |             |             |             |             |             |                |
| 2010  | Stay the Night    | 4           | 10          | 6           | 4           | 7           | 53          | 1           |             | 14          | 19          | 31          |             | 3           | 13          |             | 13          | 44          | 26          | 94          |                |
| 2011  | So Far Gone       |             |             | 40          | 2           | 16          |             |             |             |             |             | 82          |             |             |             |             |             |             |             |             |                |
| 2011  | I'll Be Your Man  | 40          |             | 45          | 10          | 6           |             | 64          |             |             |             |             |             |             |             |             |             |             |             |             |                |
| 2011  | Dangerous         |             |             |             |             | 75          |             |             |             |             |             |             |             |             |             |             |             |             |             |             |                |
| 2013  | Bonfire Heart     | 1           | 3           | 1           | 15          | 22          | 51          | 1           |             | 30          |             | 26          |             | 9           | 52          |             | 8           | 42          | 4           |             |                |
| 2014  | Heart to Heart    | 17          | 26          | 10          | 8           | 24          |             | 23          |             |             |             |             |             |             |             |             |             |             | 42          |             |                |
| 2014  | Postcards         | 91          |             | 45          | 10          | 36          |             | 53          |             |             |             |             |             |             |             |             |             |             |             |             |                |

Remarque
- B ^  Sorti en France seulement.

### Reprises
- Where Is My Mind des Pixies ;

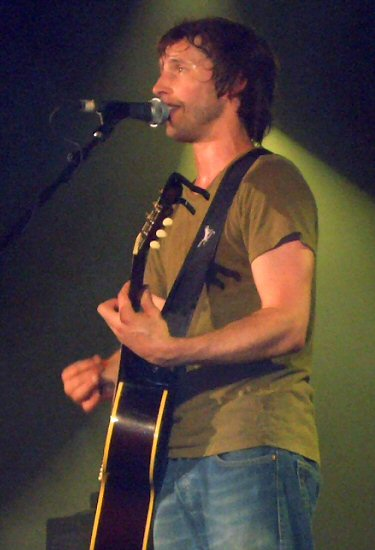
James Blunt en juillet 2006.

- Fall at Your Feet de Crowded House ;
- If There's Any Justice de Lemar ;
- I Want You de Bob Dylan ;
- In a Little While de U2 ;
- Breakfast in America de Supertramp ;
- Coz I luv you de Slade ;
- Young Folks de Peter Bjorn and John ;
- Wild world (avec Micky Green) de Cat Stevens ;
- California Gurls de Katy Perry ;
- I Guess That's Why They Call It the Blues de Elton John.

## Collaborations
Sinik - Je réalise (feat. James Blunt)
Robin Schulz - OK (feat. James Blunt)
Lost Frequencies - Melody (feat. James Blunt)

## Clips vidéos
| Année | Titre                                           | Réalisateur(s)   |
| ----- | ----------------------------------------------- | ---------------- |
| 2004  | High                                            | Mark Davis       |
| 2005  | Wisemen                                         | Mark Davis       |
| 2005  | You're Beautiful                                | Sam Brown        |
| 2005  | High (clip de 2005)                             | Sam Brown        |
| 2005  | Goodbye My Lover                                | Sam Brown        |
| 2006  | Wisemen (clip de 2006)                          | Paul Minor       |
| 2006  | No Bravery                                      | Paul Heyes       |
| 2007  | 1973                                            | Paul R. Brown    |
| 2007  | Same Mistake                                    | Jonas Åkerlund   |
| 2008  | Carry You Home                                  | Jake Nava        |
| 2008  | Je réalise (Sinik feat. James Blunt)            | Thomas Peké      |
| 2008  | I Really Want You                               | Jim Canty        |
| 2008  | Love, Love, Love                                | Kinga Burza      |
| 2009  | It Is My Song (Laura Pausini feat. James Blunt) | Gaetano Morbioli |
| 2010  | Stay the Night                                  | Ray Kay          |
| 2011  | So Far Gone                                     | Marc Klasfeld    |
| 2011  | If Time Is All I Have                           | Marc Klasfeld    |
| 2011  | I'll Be Your Man                                | Giorgio Testi    |
| 2011  | Dangerous                                       | Luc Janin        |
| 2013  | Bonfire Heart                                   | Vaughan Arnell   |
| 2014  | Heart to Heart                                  | Vaughan Arnell   |
| 2014  | Postcards                                       | Vaughan Arnell   |
| 2014  | When I Find Love Again                          | Vaughan Arnell   |